# 克莱·希金斯
格伦·克莱·希金斯（英語：Glen Clay Higgins，1961年8月24日—）是一位来自美國路易斯安那州政治人物，是代表路易斯安那州第三国会选区聯邦眾議員。

## 外部連結
- Congressman Clay Higgins official U.S. House website
- Campaign website
- 中的“克莱·希金斯”
- 美國國會國家人物傳記大辭典中的傳記
- 由華盛頓郵報維護的投票記錄
- 智慧投票计划中的傳記、投票紀錄及利益集團評級
- 聯邦選舉委員會中的競選財務報告和數據
- C-SPAN內的頁面（英文）